# Hörgertshausen
Hörgertshausen là một đô thị thuộc huyện Freising trong bang Bayern nước Đức. Đô thị Hörgertshausen có diện tích 21,47 km², dân số thời điểm 31 tháng 12 năm 2006 là 1918 người.